# Duets II (Tony Bennett)
Duets II è un album di Tony Bennett, pubblicato dalla Columbia Records il 28 settembre 2011, in concomitanza con l'ottantacinquesimo compleanno di Bennett. Si tratta di un seguito dell'album del 2006 Duets: An American Classic e vince il Grammy Award for Best Traditional Pop Vocal Album nel 2012.
Per scelta di Tony Bennett i diritti del disco sono andati alla Fondazione Amy Winehouse, ente fondato dalla famiglia di Amy dopo la sua prematura scomparsa.

## Tracce
1. The Lady Is a Tramp (con Lady Gaga) - 3:18
2. One for My Baby (and One More for the Road) (con John Mayer) - 2:58
3. Body and Soul (con Amy Winehouse) - 3:23
4. Don't Get Around Much Anymore (con Michael Bublé) - 2:42
5. Blue Velvet (con k.d. lang) - 4:35
6. How Do You Keep the Music Playing (con Aretha Franklin) - 5:29
7. The Girl I Love/The Man I Love (con Sheryl Crow) - 3:53
8. On the Sunny Side of the Street (con Willie Nelson) - 2:57
9. Who Can I Turn To (When Nobody Needs Me) (con Queen Latifah) - 3:53
10. Speak Low (con Norah Jones) - 3:56
11. This Is All I Ask (con Josh Groban) - 4:36
12. Watch What Happens (con Natalie Cole) - 2:10
13. Stranger in Paradise (con Andrea Bocelli) - 5:03
14. The Way You Look Tonight (con Faith Hill) - 3:55
15. Yesterday I Heard the Rain (con Alejandro Sanz) - 3:44
16. It Had to Be You (con Carrie Underwood) - 3:51
17. When Do the Bells Ring for Me (con Mariah Carey) - 2:52

Bonus Track sull'edizione Target
1. When You Wish Upon a Star (con Jackie Evancho) - 3:44
2. They Can't Take That Away from Me (con Brad Paisley) - 2:59

Bonus Track dell'edizione Tesco
1. When You Wish Upon a Star (con Jackie Evancho) - 3:44
2. I've Got the World on a String (con Diana Krall) - 3:07
3. Steppin' Out with My Baby (con Michael Bublé) - 2:02
4. I Left My Heart in San Francisco (con Judy Garland) - 2:01

Bonus Track dell'edizione DVD
1. Duets II - The Making of the Album: Introduction
2. Recording with Norah Jones and Josh Groban
3. Recording with Willie Nelson, k.d. lang and Carrie Underwood
4. Duet with Andrea Bocelli
5. Duet with Alejandro Sanz
6. Duet with John Mayer
7. Duet with Michael Bublé
8. Recording with Queen Latifah
9. Credits

## Classifiche
| Classifica (2011)                   | Massima posizione |
| ----------------------------------- | ----------------- |
| Australian Albums Chart             | 2                 |
| Austrian Albums Chart               | 7                 |
| Belgian Albums Chart (Flanders)     | 13                |
| Belgian Albums Chart (Wallonia)     | 13                |
| Canada                              | 2                 |
| Croatian International Albums Chart | 7                 |
| Danish Albums Chart                 | 15                |
| Dutch Albums Chart                  | 6                 |
| French Albums Chart                 | 21                |
| German Albums Chart                 | 19                |
| Hungarian Albums Chart              | 36                |
| Irish Albums Chart                  | 13                |
| Italian Albums Chart                | 25                |
| Mexican Albums Chart                | 12                |
| New Zealand Albums Chart            | 2                 |
| Norwegian Albums Chart              | 11                |
| Polish Albums Chart                 | 6                 |
| Portuguese Albums Chart             | 5                 |
| Spanish Albums Chart                | 7                 |
| Swiss Albums Chart                  | 14                |
| Official Albums Chart               | 5                 |
| US Billboard 200                    | 1                 |
| US Jazz Albums (Billboard)          | 1                 |